# みみ
みみは、山梨県南巨摩郡富士川町十谷地区の郷土料理。
小麦粉を練って一口大にしたものを野菜とともに味噌味に煮込んだもので、具の野菜としては、ゴボウ、サトイモ、カボチャ、ニンジン、ダイコンなどの野菜が用いられる。「みみ」という呼び名の由来は、形が「農具の箕（み）の形に似ている」「耳のよう」などの説がある。山梨県のほうとうなどの粉食料理の一つとして位置付けられており、十谷地区では正月や祝い事の際に食される。近年は町おこしの題材として観光食としてもクローズアップされている。